# Avenida Alsacia
La Avenida Alsacia, también conocida como Avenida Guayacanes o Calle 12, es una vía arterial ubicada en el occidente de Bogotá, que se extiende en dirección de occidente a oriente. Esta importante arteria vial conecta las localidades de Kennedy y Bosa, mejorando significativamente la movilidad en el suroccidente de la ciudad.

## Nomenclatura y nombre
El nombre "Avenida Alsacia" proviene del barrio Ciudad Alsacia, ubicado en la localidad de Kennedy. Este sector residencial y comercial recibió su nombre en referencia a la región europea homónima.

## Historia
La zona donde hoy se encuentra la Avenida Alsacia formaba parte de la antigua Hacienda Techo a principios del siglo XX. En 1945, el Consorcio de Cervecerías Bavaria S.A. adquirió terrenos que incluían áreas hasta el barrio Ciudad Alsacia y gran parte del barrio Castilla. Durante la década de 1970, se estableció el barrio informal "San José de Bavaria Occidental", legalizado en 1978. Posteriormente, en el año 2000, comenzó el proceso de urbanización de la zona, con la construcción de conjuntos residenciales y el establecimiento del barrio Villa Alsacia.

### Planificación y construcción de la avenida
La construcción de la Avenida Alsacia fue concebida como parte de un proyecto integral para mejorar la movilidad en el suroccidente de Bogotá. En 2017, la Alcaldía de Enrique Peñalosa, a través del Instituto de Desarrollo Urbano (IDU), inició el proceso de demolición de predios en el trazado de 12 kilómetros de la futura vía. La obra, que abarcaría desde la Avenida Constitución hasta la Avenida El Tintal, tenía como objetivo reducir los tiempos de desplazamiento de los habitantes de barrios como Las Margaritas, Bosa Occidental y El Porvenir, quienes anteriormente tardaban hasta una hora y media en transporte público desde el Portal de Las Américas hasta sus hogares. 

### Inauguración
La Avenida Alsacia fue inaugurada parcialmente a principios del primer semestre de 2024. Inicialmente conocida como Avenida Alsacia–Tintal, la vía fue renombrada como Avenida Guayacanes, en honor al antiguo nombre de la zona y como parte de su proceso de integración y desarrollo urbano. 
Esta infraestructura ha transformado la movilidad en la zona, permitiendo a los residentes llegar a sus hogares en menos de 30 minutos, gracias a las modernas vías de tres carriles en ambos sentidos. Además, la avenida cuenta con amplias aceras y ciclorutas, mejorando la calidad de vida de los habitantes y fomentando la integración de los barrios de Kennedy y Bosa. 

## Red ciclística
La ciclorruta de la Avenida Alsacia se extiende a lo largo de aproximadamente 12 kilómetros, conectando las localidades de Kennedy y Bosa, y uniendo barrios como Las Margaritas, Bosa Occidental, El Porvenir, Gran Britalia, Patio Bonito, Tintal Norte y Calandaima.
Su diseño es de una ciclorruta segregada, separada del tráfico vehicular para garantizar la seguridad de los ciclistas, además de contar con infraestructura complementaria, incluyendo zonas verdes, iluminación y señalización adecuada.
A pesar de los beneficios, la instalación de la ciclorruta ha generado algunas inquietudes entre los residentes. En 2021, se reportaron inconformidades por la instalación de un bicicarril provisional en la zona, ya que ocupaba parte del carril vehicular y causaba congestión en el tráfico. Sin embargo, este bicicarril provisional fue parte de las obras de construcción de la Avenida El Tintal y se preveía su entrega en un plazo de cuatro meses.

## Trazado
La vía en la Avenida Constitución (Carrera 68D), específicamente comienza al oriente del Hospital Nuestra Señora de la Paz y la antigua factoría de Bavaria, en la localidad de Kennedy. Pasa por la Carrera 71D, continuando en sentido occidente, atravesando zonas residenciales y comerciales.
La avenida cruza la Avenida Boyacá (Carrera 72) mediante un puente vehicular, facilitando la conexión entre diferentes sectores de la ciudad como las inmediaciones de la Fábrica La Fayette y barrios como Ciudad Favidi y Villa Alsacia.
La vía continúa hacia el occidente cruzando la Avenida Ciudad de Cali (Carrera 86) mediante un puente vehicular, colindando con los barrios Andalucía y Santa Catalina.
La avenida culmina su recorrido en el sector de la antigua Hacienda Tagaste, integrándose con la Avenida El Tintal y facilitando el acceso a barrios como El Tintal y Calandaima.

## Clasificación vial
De acuerdo con el Plan Maestro de Movilidad de Bogotá, la Avenida Alsacia está clasificada como una vía arterial de tipo IV en el tramo comprendido entre la Avenida Boyacá (Carrera 72) y la Avenida Ciudad de Cali (Carrera 86). Esta clasificación indica que la vía tiene una función de conectividad intermedia, soportando un volumen considerable de tráfico vehicular. 

### Características técnicas y diseño vial
La Avenida Alsacia presenta las siguientes características técnicas:
- Calzadas: Dos calzadas de tres carriles cada una, separadas por una mediana central.
- Mediana central: De 5,5 metros de ancho, alberga una cicloruta bidireccional de 3,10 metros y zonas verdes laterales.
- Aceras: De 6 metros de ancho.
- Puentes vehiculares: Dos puentes de 270 metros de longitud cada uno. [4]

## Vías y cruces principales
En Cursiva, los tramos donde se conectaría a futuro.

### Kennedy
- Avenida Constitución (Carrera 68D)
- Carrera 71D
- Avenida Boyacá (Carrera 72)
- Avenida Agoberto Mejía (Carrera 80)
- Avenida Ciudad de Cali (Carrera 86)
- Avenida El Tintal (Carrera 89)

## Futuro

### Integración con laAvenida Longitudinal de Occidente(ALO)
Se contempla la articulación de la Avenida Alsacia con la futura ALO, lo que permitirá una mejor conectividad en el suroccidente de Bogotá y facilitará el acceso a otras zonas de la ciudad. 

## Transporte público

### Rutas zonales y alimentadores delSITP
Desde 2021, el Sistema Integrado de Transporte Público (SITP) implementó una nueva nomenclatura para las rutas zonales (excepto las rutas alimentadoras), armonizándola con la utilizada en las troncales de TransMilenio. En este esquema, la letra inicial indica la zona de destino del bus, mientras que los números subsiguientes identifican la ruta específica.
Sin embargo, durante el período de transición, algunas rutas continuaron operando bajo la nomenclatura anterior.
| F333 Ciudad Alsacia                     | F404 Patio Bonito C404 Calle 170 | F419 Calandaima B419 Lijaca |
| F422 Patio Bonito L422 Laches El Dorado | K542 Est. Modelia                | H724 Ciudadela Usme         |

| 91 Porciúncula                         | 688 La Magdalena 688 Germania | C123 La Magdalena C123 Centro Andino |
| T62 Metrovivienda T62 Casablanca Norte |                               |                                      |

## Sitios importantes en la vía
- Hospital Nuestra Señora de La Paz
- Antigua Factoría de Bavaria
- Factoría La Fayette
- Conjuntos de Favidi
- Parque Industrial Alsacia
- Uniagustiniana
- Colegio Agustiniano Tagaste
- Pondaje La Magdalena
- IED San Jose de Castilla Sede B